# Piraten in Alaska
Piraten in Alaska (Originaltitel Spawn of the North) ist ein US-amerikanischer Abenteuerfilm von 1938, bei dem Henry Hathaway Regie führte. Er handelt von den Fischern Tyler Dawson (George Raft) und Jim Kimmerlee (Henry Fonda), die in Alaska dem Lachsfang nachgehen. Ein ernster Bruch in ihrer freundschaftlichen Beziehung tritt ein, als sich Dawson mit russischen Fischpiraten einlässt, während Kimmerlee sich der lokalen Bürgerwehr anschließt. Neben Raft und Fonda spielen Dorothy Lamour und Akim Tamiroff weitere tragende Rollen.
Die Geschichte basiert auf Florence Barrett Willoughbys 1932 in Boston erschienenem Roman Spawn of the North. Der Film wurde 1939 mit einem Ehrenoscar ausgezeichnet, der an elf Techniker ging.

## Handlung
Nach Jahren der Abwesenheit kommt der Lachsfischer Tyler Dawson zurück in sein Heimatdorf in Alaska, wo er erst einmal Unterschlupf bei seiner Freundin Nicky Duval findet, der Besitzerin des örtlichen Hotels. Dort trifft er auch seinen alten Freund Jim Kimmerlee wieder. Dawson möchte schnell viel Geld verdienen, um sich einen eigenen Schoner zu kaufen. Als der russische Raubfischer Red Skain ihm ein Geschäft vorschlägt, womit er sein Ziel in verhältnismäßig kurzer Zeit erreichen könne, lässt Dawson sich darauf ein. Kimmerlee, der nichts von seiner Fischpiraterie weiß, nimmt ihn gegenüber Angriffen Dritter in Schutz. Windy Turlon von der örtlichen Zeitung berichtet, dass die einheimischen Fischer, einschließlich Jim Kimmerlee, Lefty Jones und weiterer Männer, sich zusammengetan haben, um den Fischpiraten, die ihre Fallen plündern, das Handwerk zu legen.
Als Diane Turlon nach achtjähriger Abwesenheit ebenfalls in den kleinen Ort ihrer Kindheit zurückkehrt, bricht die alte Rivalität um ihre Gunst erneut zwischen den Freunden aus. Dawson muss sich jedoch damit abfinden, dass Diane sich für Kimmerlee entscheidet. Als er dem Freund kurz darauf zureden will, sich ihm anzuschließen, weigert dieser sich entschieden. Als einige Zeit später das Schiff des Russen Dimitri von einem Eisberg zerstört wird, rettet Kimmerlee ihm das Leben. Als Kimmerlee bemerkt, dass sein Freund Dawson die von den Fischern ausgelegten Netze plündert, warnt er ihn eindringlich, wird aber von Dawson ob seiner Warnung verspottet. Als es in der Folgezeit zu einem Zwischenfall kommt, der den Fischer Lefty Jones das Leben kostet, muss Kimmerlee zu seinem Entsetzen erkennen, dass sein Freund Tyler gemeinsame Sache mit Red Skain macht, dem Anführer der Raubfischer.
Gerade als man Jim Kimberlees Geburtstag feiert, wird die Feier durch ankommende Fischer unterbrochen, die während der Beobachtung ihrer Fallen herausbekommen haben, wo Lefty Jones ermordet wurde. Diane, die die Gespräche der Fischer mitgehört hat, sabotiert daraufhin Tylers Boot, um ihn zu schützen. Er jedoch nimmt sich ein anderes Boot und fährt trotzdem hinaus. Auf See kommt es zu kämpferischen Handlungen und einer anschließenden Schießerei zwischen Fischern und Raubfischern, bei denen die russischen Fischer Boris und Serge getötet und Tyler durch einen Schuss von Jim verletzt wird. Von Schuldgefühlen geplagt, bringt Jim den Freund zu einem Arzt. Von Nicky erfährt Jim, dass Tyler nicht sauer auf ihn ist, sondern ihm sogar gegen die Raubfischer beistehen will.
Obwohl noch nicht gesund, geht Tyler mit Red, dem er vorspielt, Rache an Jim üben zu wollen, auf eine letzte Fahrt. Er täuscht Red und steuert das Boot in die Klippen, wo es dem Untergang geweiht ist. Windy Turlons Zeitung berichtet anderentags, dass Taylor sich geopfert habe, um die Raubfischerei zu beenden, wodurch er sein Leben geadelt habe.

## Produktion und Hintergrund
Die Filmaufnahmen entstanden in der Zeit vom 21. März bis zum 18. Juni 1938. Der Film lief in den USA am 26. August 1938 an. Die deutsche Erstaufführung erfolgte im Deutschen Reich im Februar 1939. Im Deutschen Fernsehen wurde der Film erstmals am 27. Februar 1978 vom Bayerischen Rundfunk ausgestrahlt. Dort erhielt er den neuen Titel Raubfischer in Alaska.
Florence Barrett Willoughbys Roman war bereits zuvor für eine Verfilmung im Gespräch, wurde von RKO Pictures jedoch abgelehnt, da man dort eine zu große Ähnlichkeit zu dem 1909 erschienenen Film The Silver Horde sah. Laut einer Nachricht in der Fachzeitschrift der Filmindustrie The Hollywood Reporter wurde der zuerst vorgesehene Schauspieler George Rigaud nach bereits begonnenen Dreharbeiten durch Henry Fonda ersetzt, da Rigauds französischer Akzent zu stark für die Rolle gewesen sei, außerdem war Fred MacMurray für die Rolle des Jim und Frances Farmer für die Rolle der Diane im Gespräch. Des Weiteren war Randolph Scott für eine Hauptrolle vorgesehen, sagte aber wegen der Verpflichtung für einen anderen Film ab. Auch sollen Beulah Bondi und Polly Moran Rollen im Film gehabt haben, konnten im Endprodukt jedoch nicht ausgemacht werden. Bereits 1936 begann Henry Hathaway mit den Vorbereitungen für den ursprünglich in Farbe geplanten Film, ein Kamerateam um Richard Talmadge wurde von Paramount nach Ketchikan in Alaska beordert, um erste Szenen des Lachfischfangs zu drehen. Diese Expedition nach Alaska soll vierzehn Wochen gedauert und 80.000 ft. Filmmaterial erbracht haben.
Paramount konstruierte auf dem Studiogelände einen Stahl- und Betontank, der 375.000 Gallonen Wasser fassen konnte, das für Nahaufnahmen der Boote benötigt wurde. Darüber hinaus wurden einzelne Szenen vor Ort bei Lake Arrowhead, Lake Tahoe, Balboa Island und der Küste von Südkalifornien, wo ein Fischerdorf aufgebaut wurde, gedreht. Der Film wurde dann auch für seine herausragende Leistung auf dem Gebiet spezieller Foto- und Soundeffekte mit einem Oscar ausgezeichnet. Gordon Jennings, der für die Spezialeffekte zuständig war, wurde von Jan Domela, Devereaux Jennings, Irmin Roberts und Art Smith sowie von Farciot Edouart und Loyal Griggs unterstützt. Für die Sound-Effekte zeichneten Loren L. Ryder, Harry D. Mills, Louis Mesenkop und Walter Oberst verantwortlich.
Im Jahr 1954 veröffentlichte Paramount ein Remake von Spawn of the North unter dem Titel Alaska Seas mit Robert Ryan, January Sterling und Brian Keith in den Hauptrollen.

## Kritik
Kino.de sprach von einem „handfeste[n] Action-Abenteuer“ und lobte die „an Ort und Stelle von Paramount-Kameramännern aufgenommene Kulisse Alaskas und Schiffe zermalmender brechender Eisberge.“ Die „dokumentarischen Aufnahmen von Lachszug und Landschaft“ seien „geschickt in die Studioaufnahmen eingefügt“ worden.
Das Lexikon des Internationalen Films sprach von „handfeste[m] Abenteuerkino; spannend inszeniert, attraktiv fotografiert und ausgezeichnet gespielt.“
Variety kommentierte seinerzeit, dass der Film „überzeugend sei“ und eine „authentische Aufzeichnung des Lebens und der Bräuche in Alaska“ darstelle, womit er sich „verdient“ mache.
Die United States Conference of Catholic Bishops war der Ansicht, dass der Regisseur Henry Hathaway die Arbeitswelt der Fischer gut dargestellt habe, befand die „melodramatische Handlung“ jedoch „weit weniger überzeugend, trotz gut inszenierter Seeschlachten gegen die Wilderer.“ Herausgehoben wurde die Besetzung der Rolle des Journalisten mit John Barrymore.

## Synchronisation
Im Jahr 1977 erfolgte eine Neusynchronisation durch die ARD:
| Rolle         | Darsteller     | Synchronsprecher   |
| ------------- | -------------- | ------------------ |
| Jim Kimmerlee | Henry Fonda    | Joachim Ansorge    |
| Nicky Duval   | Dorothy Lamour | Hallgerd Bruckhaus |
| Red Skain     | Akim Tamiroff  | Manfred Krug       |

## Auszeichnungen
Auf der Oscarverleihung 1939 erhielt Piraten in Alaska (Spawn of the North) einen Ehrenoscar für spezielle Toneffekt- und Filmaufnahmen. Die Auszeichnung ging im Einzelnen an:
- Gordon Jennings
- Jan Domela
- Devereaux Jennings
- Irmin Roberts
- Art Smith
- Farciot Edouart
- Loyal Griggs
- Loren L. Ryder
- Harry D. Mills
- Louis Mesenkop
- Walter Oberst